# Protula balboensis
Protula balboensis is een borstelworm uit de familie kalkkokerwormen (Serpulidae). Het lichaam van de worm bestaat uit een kop, een cilindrisch, gesegmenteerd lichaam en een staartstukje. De kop bestaat uit een prostomium (gedeelte voor de mondopening) en een peristomium (gedeelte rond de mond) en draagt gepaarde aanhangsels (palpen, antennen en cirri).
Protula balboensis werd in 1933 voor het eerst wetenschappelijk beschreven door Monro.

## Verspreiding
Protula balboensis werd voor het eerst beschreven vanaf de Pacifische kust van Panama en zijn oorspronkelijke verspreidingsgebied strekt zich uit van Mexico tot Colombia. Geïntroduceerde populaties zijn bekend uit Florida, Cuba, Panama en Brazilië en de scheepvaart is de meest waarschijnlijke oorzaak voor het transport en de verspreiding ervan. Het wordt over het algemeen gevonden in intergetijdengebied en ondiepe zeewateren op rotsachtige kusten, kiezelstranden, jachthavens en dokpalen.